# Коэн, Эли (политик, 1972)
Эли Коэн (ивр. אלי כהן‎; род. 3 октября 1972) — израильский политик, депутат Кнессета от партий «Ликуд» и «Кулану». Действующий Министр национальной инфраструктуры, энергетики и водоснабжения Израиля. 21-й министр иностранных дел Израиля, 29-й Министр экономики и промышленности Израиля, 4-й Министр  разведки и атомной энергии Израиля, член кабинета политической безопасности и председатель комитета по реформам, депутат кнессета с 20 по 24 созывы.

## Биография
Эли Коэн родился и вырос в Холоне, в семье Давида и Шошаны. Он проходил военную службу в ВВС и был демобилизован в звании майора. За время службы он учился и получил степень бакалавра по специальности бухгалтерский учёт и аудит в Тель-Авивском университете, дополнительную степень бакалавра по менеджменту и экономике в Открытом университете и получил степень магистра делового администрирования по специальности «Финансы и бухгалтерский учёт» в Тель-Авивском университете. Позже он работал лектором в Тель-Авивском университете в области управления, финансов и бухгалтерского учёта.
В 2000 году, после демобилизации из Армии обороны Израиля, начал работать в аудиторской фирме BDO Israel начальником экономического направления, а в 2003 году присоединился к кредитно-рейтинговой компании «S&P Maalot».
В 2007 году он был назначен вице-президентом компании «Hashav Training Company». В рамках своей должности он отвечал за повседневное управление компаниями группы и занимал должность директора во всех компаниях группы.
Перед выборами 2015 года вступил в партию «Новый Кулану» и занял восьмое место в ее списке. Он был избран в Кнессет, поскольку партия получила десять мест. После избрания он был назначен председателем Комитета по реформам, а также вошёл в финансовый комитет и объединенный комитет по оборонному бюджету. 23 января 2017 года он сменил лидера «Кулану» Моше Кахлона на посту министра экономики.
Коэн занял второе место в списке Кулану на выборах в апреле 2019 года и был переизбран, несмотря на то, что партия сократилась до четырёх мест. Он был переизбран по списку партии «Ликуд» в сентябре 2019 года и в марте 2020 года. В мае 2020 года он был назначен министром разведки в тридцать пятом правительстве, занимая этот пост до июня 2021 года. 29 декабря 2022 года Коэн был приведён к присяге в качестве министра иностранных дел вместе с новым правительством, сменив на этом посту Яира Лапида. Предположительно, через год на этом посту его должен сменить Исраэль Кац.

## Личная жизнь
Коэн женат, имеет четверых детей и живёт в Холоне.